# Puente de la Custodia
El Puente Chiquito de la Custodia es un puente de un solo arco de forma triangular de estilo virreinal español del siglo XVIII ubicado al norte del Centro Histórico de Popayán, capital del departamento del Cauca en Colombia, dando continuidad a la Calle 2A o también conocida como Calle de la Herrería (cuyo nombre fue inspirado por las herrerías aledañas), conectando al sector patrimonial con el barrio Bolívar (anteriormente conocido como El Callejón) al atravesar las pendientes que forman el cauce del río Molino, que fue por mucho tiempo la frontera septentrional de la ciudad. Se le consideraba como uno de las más antiguos exponentes de la arquitectura civil que aún perduraban del antiguo Reino de la Nueva Granada.
Actualmente es uno de los atractivos turísticos más conocidos entre propios y extraños, sobre todo por estar ubicado al lado del famoso Puente de Bolívar o del Humilladero.

## Historia

### SigloXVIIIy leyenda del nombre
La existencia del puente se remonta hacia comienzos del siglo XVIII, cuando según narra la tradición oral que el rico terrateniente don Jacinto de Mosquera y Figueroa observó en una ocasión a un sacerdote que haciendo cumplir sus deberes con los fieles, llevaba la santa hostia en una custodia y los santos óleos a un moribundo que residía en el barrio «El Callejón» actual barrio Bolívar para dar el sacramento de la unción de los enfermos, como en ese tiempo no existía modo de cruzar el río sin tener que atravesarlo a pie, el cura tuvo que hacer uso de un jumento para poder pasar el afluente sin importar lo caudaloso que se encontraba, este hecho conmovió en gran medida al hacendado por lo que financió la construcción del puente de su propio bolsillo, siendo inaugurado en el año 1713.
Convirtiéndose en la única entrada y salida por el norte a la ciudad Popayán por más de 160 años, la cual era transitada por gente de todos los estratos sociales, desde ricos nobles y hacendados hasta esclavos y pobres.

### SigloXIX
Por este puente han pasado muchas personalidades determinantes en la historia de Colombia, como el virrey Juan de Sámano al tomar la ciudad a los vallecaucanos y también por este lugar fue por donde entraron triunfales las tropas libertadoras al mando de Simón Bolívar después de liberar a la ciudad durante la época de la Independencia, así como otros muy ilustres generales, coroneles y próceres como lo fueron Antonio José de Sucre, el «Mariscal de Ayacucho», antes de su magnicidio en Berruecos de camino a Quito.
Sin embargo, este puente perdió su relevancia en gran medida al construirse el Puente del Humilladero en 1873, pasando a ser la principal entrada al centro, mientras que la custodia quedaba solo para uso peatonal.

### SigloXX
Lastimosamente, fue en el año de 1933 que aconteció una inusual crecida del rio Molino que el antiguo puente original de la custodia fue averiado y casi destruido en su totalidad por una descomunal crecida del río Molino en 1933 teniendo que ser reconstruido en 1940 bajo la dirección del alcalde Edgar Simmons Pardo con el aporte del Club de Leones, modificando su orientación inicial que daba hacia el occidente a una más centrada, aumentando también el tamaño de los dos extremos del puente.Permaneciendo así hasta el día de hoy bajo protección de un Plan de Manejo que se impuso por orden judicial a la alcaldía.

## Características arquitectónicas
Consta de un puente de un arco que da paso al caudal, sus bases a los lados del afluente dan sustento al piso empedrado que asciende por una pendiente a sus dos extremos hasta encontrarse en el centro adquiriendo una forma triangular, cuenta también con dos pasamanos o barandas en las orillas, todo esto en material de ladrillo, calicanto y canto rodado.